# Logansport (Indiana)
Logansport is een plaats (city) in de Amerikaanse staat Indiana, en valt bestuurlijk gezien onder Cass County.

## Demografie
Bij de volkstelling in 2000 werd het aantal inwoners vastgesteld op 19.684.
In 2006 is het aantal inwoners door het United States Census Bureau geschat op 19.083, een daling van 601 (-3.1%).

## Geografie
Volgens het United States Census Bureau beslaat de plaats een oppervlakte van
21,8 km², waarvan 21,4 km² land en 0,4 km² water. Logansport ligt op ongeveer 238 m boven zeeniveau.

## Plaatsen in de nabije omgeving
De onderstaande figuur toont nabijgelegen plaatsen in een straal van 20 km rond Logansport.

## Geboren
- George Tichenor (1920-1989), autocoureur
- Med Flory (1926-2014), jazzmuzikant
- Greg Kinnear (1963), acteur en televisiepersoonlijkheid